# Дзядух Федір Павлович
Федір Павлович Дзядух (1926 — ?) — український радянський діяч, секретар Кіровоградського обласного комітету КПУ.

## Життєпис
Освіта вища. Член КПРС.
На 1957—1958 роки — головний агронома Ємилівської машинно-тракторної станції (МТС) Голованівського району Кіровоградської області.
З 17 січня 1963 по 14 грудня 1964 року — завідувач сільськогосподарського відділу Кіровоградського сільського обласного комітету КПУ. З 14 грудня 1964 по 6 червня 1973 року — завідувач сільськогосподарського відділу Кіровоградського обласного комітету КПУ.
6 червня 1973 — 10 листопада 1980 року — секретар Кіровоградського обласного комітету КПУ з питань сільського господарства.
У 1980—1985 роках — начальник Кіровоградського обласного управління хлібопродуктів.
Подальша доля невідома.

## Нагороди
- орден Трудового Червоного Прапора (26.02.1958)
- ордени
- медалі